# Courville, Marne

Courville este o comună în departamentul Marne, Franța. În 2009 avea o populație de 466 de locuitori.